# Batesburg-Leesville
Batesburg-Leesville è un comune degli Stati Uniti d'America, situato in Carolina del Sud, nella Contea di Lexington e in parte nella Contea di Saluda.